# 山阳县 (江苏省)
山阳县是清代以前，在今江苏省的一个旧县名。唐代、北宋、南宋均为楚州的首县；明、清时期均为淮安府的首县。
东晋义熙七年（411年）置山阳郡，义熙九年（413年）置山阳县。隋朝开皇初年，废除山阳郡。开皇十二年（591年）置楚州，山阳县隶之。大业初，楚州废，淮阴县并入。隋朝末年，天下大乱，臧君相占据江都郡的山阳县和安宜县地，号东楚州。后投降于唐朝，州复为楚州，山阳县为首县。复置淮阴县，武德七年（624年）再废除。乾封二年（667年），又从山阳县拆分出淮阴县。
山阳县在明代面积颇大，大约沿黄河（淮河故道）南岸，西到洪泽湖，东到大海，东西狭长，南面毗邻同府的盐城县和隶属扬州府的宝应县，北面隔黄河与同属淮安府的清河县、安东县相望。清代分出山阳县东部设立阜宁县，又将西北部大镇清江浦（今淮安市市区）割给清河县为县治。
1914年《改定各省重複縣名及存廢理由清單》，因为与陕西省山阳县同名，改为淮安县（今淮安市淮安区）。